# Кинофестиваль в Локарно
Международный кинофестиваль в Локарно — кинофестиваль, проводимый ежегодно в августе в городе Локарно (кантон Тичино, Швейцария). Считается четвёртым по важности европейским кинофестивалем после Каннского, Венецианского и Берлинского.

## О фестивале

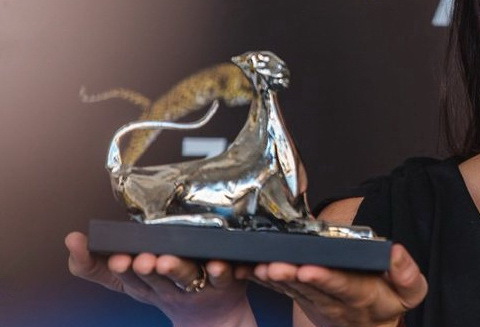
Приз Серебряный леопард

В 1946 году в послевоенной Европе прошли кинофестивали в Каннах и в Венеции. В том же году состоялся первый фестиваль в итальянском кантоне Швейцарии Тичино. Изначально планировалось проводить киноконкурс в приграничном Лугано, но на референдуме жители проголосовали против переустройства парка «Чани» в театр под открытым небом. На 10 дней Локарно становится центром кинематографической жизни разных стран. Фестивальные просмотры проходят в 10 просмотровых кинозалах города, а также в кинотеатре под открытым небом на Пьяцца Гранде на 8 тысяч мест с экраном 26х14 метров. Желающие могут приобрести абонементы, дающие право на посещение всех показов.
Лауреатам фестиваля вручается премия — статуэтка леопарда. Символ фестиваля выбран не случайно: на гербе города изображено мифическое животное, напоминающее львицу или тигра. Многочисленные бары и рестораны украшают свои летние веранды зонтами леопардовой расцветки, в городе развеваются леопардовые флаги, и даже многие крупные магазины отпускают покупки в леопардовой упаковке.
«Золотой Леопард» вручается за лучший фильм конкурса, денежная премия делится между продюсером и режиссёром фильма. «Серебряный», «бронзовый» и «мини» — соответственно за мужскую и женскую роли, режиссуру, дебютную работу. Помимо конкурсных премий, ежегодно награждаются достойные представители мирового кинопроизводства за вклад и достижения в кинематографе.
На площади Пьяцца-Гранде в центре города ежедневно собираются до 8 тысяч зрителей.
В Локарно своё первое международное признание снискали картины Алексея Германа, Александра Сокурова, Киры Муратовой, Николая Досталя, Светланы Проскуриной.

## Фильмы-лауреаты «Золотого леопарда» (выборочно)
- Основная статья: Фильм — лауреаты приза «Золотой леопард»

- 1957 — Крик, Микеланджело Антониони —  Италия
- 1963 — Эшелон из рая, Збынек Бриних —  Чехословакия
- 1969 — В огне брода нет, Глеб Панфилов —  СССР[5]
- 1971 — Знаки на дороге, Анджей Пётровский —  ПНР
- 1976 — Большая ночь[англ.], Франсис Рёссер —  Швейцария
- 1986 — Боденское озеро, Януш Заорский —  Польша
- 1990 — Случайный вальс, Светлана Проскурина —  СССР
- 1993 — Место на серой треуголке, Ермек Шинарбаев —  Казахстан
- 1994 — Кхомрех, Ибрагим Форузеш —  Иран
- 1995 — Rai, Тома Жилу —  Франция
- 1996 — Ненетт и Бони, Клер Дени —  Франция
- 1997 — Зеркало, Джафар Панахи —  Иран
- 1998 — Господин Чжао, Лу Юэ —  Китай
- 1999 — Шкура человека, сердце зверя, Элен Анжель —  Франция
- 2000 — Отец, Ван Шо —  Китай
- 2001 — В революцию на двух лошадях, Маурицио Скьярра —  Италия
- 2002 — Желание, Ян Дильти —  Германия
- 2003 — Тихие воды, Сабиха Сумар —  Франция/ Германия/ Пакистан
- 2004 — Рядовой, Саверио Костанцо —  Италия
- 2005 — Девять жизней, Родриго Гарсиа —  США
- 2006 — Девушка, Андреа Штака —  Германия/ Швейцария
- 2007 — Возрождение, Масахиро Кобаяси —  Япония
- 2008 — Парковая улица, Энрике Риверо —  Мексика
- 2009 — Она, китаянка, Го Сяолу —  Франция/ Германия/ Великобритания
- 2010 — Зимние каникулы, Ли Хунци —  Китай
- 2011 — Открыть окна и двери, Милагрос Мументалер —  Аргентина
- 2012 — Девушка ниоткуда, Жан-Клод Бриссо —  Франция
- 2013 — История моей смерти, Альберт Серра —  Испания/ Франция
- 2014 — С того, что раньше, Лав Диас —  Филиппины
- 2015 — Прямо сейчас, а не после, Хон Сансу —  Республика Корея
- 2016 — Безбожники, Ралица Петрова —  Болгария/ Дания/ Франция
- 2017 — Миссис Фан, Ван Бин —  Франция/ Германия/ Китай
- 2018 — Воображаемая земля, Сью Хуа Ео —  Сингапур
- 2019 — Виталина Варела, Педру Кошта —  Португалия
- 2021 — Я мщу, остальные платят наличными, Эдвин —  Индонезия/ Сингапур/ Германия
- 2022 — Правило 34, Джулия Мурат —  Бразилия/ Франция
- 2023 — Критическая зона, Али Ахмадзаде —  Иран/ Германия
- 2024 — Токсик, Сауле Блювайте —  Литва

## Приз за лучшую режиссуру
- 1946 — Рене Клер за фильм «И не осталось никого»  США
- 1947 — Рене Клер за фильм «Молчание — золото»  Франция
- 1948 — Джон Форд (первый приз) за фильм «Форт Апачи»  США и
- 1948 — Роберто Росселлини (второй приз) за фильм «Германия, год нулевой»  Италия
- 1949 — Уильям Уэллман за фильм «Жёлтое небо»  США
- 1950—1957 — не вручался
- 1958 — Клод Шаброль за фильм «Красавчик Серж»  Франция
- 1959 — Стэнли Кубрик за фильм «Поцелуй убийцы»  США
- 1960 — Марк Донской за фильм «Фома Гордеев»  СССР
- 1961—2005 — не вручался

С 2005 года вручается ежегодно, так, например, лауреатом приз дважды стал канадский режиссёр Дени Коте (2008, 2010), российский режиссёр Алексей Мизгирёв (2009), португальский режиссёр Педру Кошта (2013), южно-корейский режиссёр Хон Сансу (2013), чилийская кинорежиссёр Доминга Сотомайор (2018), американский режиссёр Абель Феррара (2021).